# Padouchové
Padouchové je 16. epizoda 10. řady sci-fi seriálu Hvězdná brána.

## Děj epizody
SG-1 bez plukovníka Carterové, která odjela do Pentagonu, se vydává na planetu pátrat po Clava Thessara Infinitas poklad (z epizody Pamatuj na smrt). Když přijdou na planetu, zjistí, že jsou ve skutečnosti uvnitř muzea, které právě pořádá večírek. Chtějí dodržet protokol a vrátit se domů. Zdejší ovládací panel je však jen kopií, a tak SG-1 chce vyčkat, až je SGC kontaktuje. Jsou však odhaleni a místní obyvatelé je považují za povstalce. Po krátké přestřelce v hale muzea je celé muzeum uzavřeno mřížemi a obklíčeno. Spolu se zraněným hlídačem, jsou místní obyvatelé bráni jako rukojmí. SG-1 je přinucena si hrát na únosce do naplánovaného kontaktu s SGC.
Poté, co "vyjednávání" začnou, Dr. Daniel Jackson navrhuje místnímu vyjednávači jménem Lourdes Malay, aby poslal v lékaře k ošetření zraněného hlídače. Jsou posláni dva zdravotníci, kteří však napadnou Daniela omračující zbraní. Jsou však rychle odzbrojeni Mitchellem. Poté převezme velení nad vyjednáváními Quartus.
Jeden z rukojmích jménem Cicero, badatel z muzea, si uvědomí, že tento incident prokáže jeho teorii o Hvězdné bráně, která je jakýmsi portálem dovolujícím cestování mezi planetami. Cicero začíná pomáhat SG-1. Dává pokyny SG-1, na jakých požadavcích mají trvat, aby vypadali jako opravdoví povstalci.
Jayem Seran, noční hlídač muzea, doufá, že se stane hrdinou a kontaktuje vysílačkou úřady venku s nabídkou pomoci zajmout SG-1. Quartus jeho pomoc odmítá, ale Jayem jeho rozkaz neuposlechne.
Při hledání možných zlomků DHD, plukovník Cameron Mitchell a Vala Mal Doran objeví jeden z mnoha Goa'uldských artefaktů v exponátech muzea: Naquadahovou bombu.
Poté, co se Jayem pokusí o "osvobození" Cicera od jeho "únosců" Mitchella a Valy, chce se pokusit o zajetí ostatních "povstalců". Když Jayem odejde, Cicero pokračuje v pomáhání Mitchellovi a Vale. Mitchell a Vala zajmou Jayema a vracejí se k Cicerovi, ale zjistí, že zmizel.
Poté, co se Vale podaří spustit mříž na vitríně s Naquadahovou bombou, požaduje, aby Jayem použil jeho bezpečnostní kód, aby mohla bombu deaktivovat. Když zjistí, že bombu nejde deaktivovat, začnou s Mitchellem připojovat bombu k Hvězdné bráně a poté vytočí Zemi.
Cicero, který unikl z muzea, informuje Quartuse o skutečné identitě "povstalců", Quartus nařizuje útok na muzeum. Když SG-1 ustupuje k bráně, jsou obklíčeni Quartusovými vojáky. Mitchell pak prosí Quartuse, aby jim dovolil se vrátit domů. Quartus po chvíli souhlasí a SG-1 projde bránou.
Quartus po odchodu SG-1 vytvoří krycí příběh, že noční hlídač Jayem zabil čtyři povstalce a zachránil rukojmí. Cicero protestuje, ale neúspěšně.
Velitelství hvězdné brány se pokusí dvakrát o spojení s tímto světem, ale červí díra se nevytvoří. Generál Hank Landry věří, že tento svět nemá žádný zájem o kontakt s dalšími světy.